# از هم گسیخته (مجموعه تلویزیونی)
از هم گسیخته (به ترکی استانبولی: Paramparça) یک مجموعه تلویزیونی درام ترکی با بازی ارکان  پتکایا و نورگل یشیلچای است. پخش این مجموعه از ۱ دسامبر ۲۰۱۴ در کانال استار تی‌وی شروع و در ۲۷ مارس ۲۰۱۷ بعد از ۳ فصل به پایان رسید.

## خلاصۀ داستان
این سریال داستان دو خانواده‌ای است که دختران آن‌ها به علت نام خانوادگی مشابه در بیمارستان جابه‌جا می‌شوند. یکی از دو دختر، جانسو دختر جهان و دل‌آرا گورپنار از ثروتمندان استانبول است، و دیگری هازال دختر گلسرن گولپنار است که شوهرش او را مدت هاست رها کرده و او هازال را به تنهایی بزرگ کرده است. بعد از ۱۵ سال آن‌ها متوجه این جا‌به‌جایی می‌شوند…

## بازیگران وشخصیت‌ها
| بازیگر             | نقش           | شخصیت                                          |
| ------------------ | ------------- | ---------------------------------------------- |
| ارکان پتکایا       | جهان گورپنار  | پدر غزل و اوزان شوهر دلارا و گوزل              |
| نورگل یشیلچای      | گوزل (گلسرن)  | همسر اونجان گورپنار مادر آیسو                  |
| ابرو اوزکان        | دلارا         | همسر جهان گورپنار و مادر غزل و اوزان           |
| لیلا تانلار        | آیسو (جانسو)  | دختر اوزان گورپنار و گوزل                      |
| آلینا بز           | غزل (هازال)   | دختر واقعی دلارا و جهان، خواهر اوزان.          |
| تولگا تکین         | اوزجان        | پدر واقعی آیسو و شوهر سابق گوزل                |
| باریش فالای        | هارون         | [ ۱ ]                                          |
| نورسل کوسه         | کریمان        | خواهر اوزاجان، عمه واقعی آیسو، خواهر شوهر گوزل |
| جیوان جانووا       | راحمی گورپنار | پدر جهان گورپنار و پدر بزرگ اوزان و غزل        |
| بوراک توزکوپاران   | اوزان         | برادر واقعی غزل، پسر دلارا و جهان              |
| ارتوگرول پوست‌اوغلو | آذرخش         | وکیل و دوست خانواده جهان گورپنار               |
| آهو یائتو          | جانان         | وکیل و دوست دلارا                              |
| جهان منگیر‌اوغلو    | دنیز          | همسر آیسو                                      |
| حمیرا آقبای        | مائده         | [ ۱ ]                                          |
| مینه توگای         | آسمان         | [ ۲ ] [ ۱ ]                                    |
| سینم اوزترک        | سلما          | [ ۱ ]                                          |

## نمای کلی سریال
| فصل | فصل | قسمت       | Originally aired | Originally aired | شبکه تلویزیونی |
| فصل | فصل | قسمت       | First aired      | Last aired       | شبکه تلویزیونی |
| --- | --- | ---------- | ---------------- | ---------------- | -------------- |
|     | 1   | 1-31 (31)  | ۱ دسامبر ۲۰۱۴    | ۲۹ ژوئن ۲۰۱۵     | استار تی‌وی     |
|     | 2   | 32-71 (40) | ۱۴ سپتامبر ۲۰۱۵  | ۲۰ ژوئن ۲۰۱۶     | استار تی‌وی     |
|     | 3   | 72-97 (26) | ۱۹ سپتامبر ۲۰۱۶  | ۲۷ مارس ۲۰۱۷     | استار تی‌وی     |

## پخش بین‌المللی
| کشور          | شبکه تلویزیون    | تاریخ اولین پخش               | عنوان                              | منابع |
| ------------- | ---------------- | ----------------------------- | ---------------------------------- | ----- |
| کردستان عراق  | Kurdmax          | ۱ آوریل ۲۰۱۵                  | Parçe parçe bun                    |       |
| افغانستان     | 1TV              | مه ۲۰۱۵                       | Broken Pieces                      |       |
| لیتوانی       | LNK              | ۵ اوت ۲۰۱۵                    | Gyvenimo šukės                     |       |
| اندونزی       | ANTV             | ۷ سپتامبر ۲۰۱۵                | Cansu & Hazal                      |       |
| ایران         | جم تی‌وی          | ۳ اکتبر ۲۰۱۵                  | Güzel (گوزل)                       | [ ۳ ] |
| رومانی        | کانال دی         | ۵ اکتبر ۲۰۱۵                  | Furtună pe Bosfor                  |       |
| یونان         | Mega Channel     | ۱۹ اکتبر ۲۰۱۵                 | Pαγισμένες καρδιές (Broken hearts) |       |
| بلغارستان     | bTV              | ۹ نوامبر ۲۰۱۵                 | Tвоят мой живот                    |       |
| قزاقستان      | Habar TV         | ۱۱ نوامبر ۲۰۱۵                | Осколки                            |       |
| مقدونیه شمالی | Alsat-M Sitel    | ۱۵ دسامبر، ۲۰۱۵ ۳ اکتبر، ۲۰۱۶ | Fate te lidhura Парампарче         |       |
| آلبانی        | TV Klan          | ۱۹ دسامبر ۲۰۱۵                | Fate te kryqezuara                 |       |
| کرواسی        | Nova TV          | ۴ ژانویه ۲۰۱۶                 | Tuđi život                         |       |
| مجارستان      | TV2              | ۱۵ فوریه ۲۰۱۶                 | Megtört szívek                     |       |
| لهستان        | TVP1             | ۸ مارس ۲۰۱۶                   | Rozdarte serca                     |       |
| جهان عرب      | اواس‌ان           | ۲۰ مارس ۲۰۱۶                  | Ishq W Domou                       |       |
| اسرائیل       | Viva+            | ۱ مه ۲۰۱۶                     | רסיסים (Shards)                    |       |
| صربستان       | Prva TV          | ۱۸ ژوئیه ۲۰۱۶                 | Paramparčad                        |       |
| اسلواکی       | TV Doma          | ۱ اوت ۲۰۱۶                    | Vymenené životy                    | [ ۴ ] |
| اوکراین       | ۱+۱              | ۸ اوت ۲۰۱۶                    | Уламки щастя                       |       |
| سوئد          | SVT2             | ۲۲ اوت ۲۰۱۶                   | Förväxlingen                       |       |
| استونی        | Kanal 2          | ۱۰ اکتبر ۲۰۱۶                 | Purunenud elud                     |       |
| شیلی          | Canal 13 (Chile) | ۶ ژانویه ۲۰۱۷                 | Paramparça                         |       |